# Leben des Orest
Leben des Orest (en alemany; La vida d'Orestes), op. 60, és una grand opéra en cinc actes (vuit escenes) composta per Ernst Krenek sobre un llibret del mateix compositor. És el primer dels seus llibrets ambientat en l'Antiguitat. La partitura s'inscriu amb les dades de composició: 8 d'agost de 1928 – 13 de maig de 1929, i inclou indicacions de talls recomanats per a la primera producció. Es va estrenar en el Neues Theater de Leipzig el 19 de gener de 1930, i es va estrenar en el Teatre d'Òpera Kroll a Berlín a principis de març del mateix any (Leichtentritt 1930, 366).

## Història
Leben des Orest va tenir 13 produccions el 1933, quan els nazis van prendre el poder i van prohibir que es representessin les òperes de Krenek. La primera reposició de la postguerra va ser el 1947 a Linz i van seguir representacions a Frankfurt (1951), Graz (1952), Düsseldorf (1954) i Wiesbaden (1961). Les representacions de 1961 a Darmstadt van ser dirigides pel mateix Krenek, però va atreure altes demostracions contra el seu suposat conservadorisme musical. Pierre Boulez va escriure una carta oberta denunciant les accions de l'administració contra els trastorns com a "terror organitzat" i la facultat de la Sommerferienkurse es van posar del seu costat qualificant l'obra d'una mera relíquia dels anys 1920. Una reposició reeixida va tenir lloc l'any 1975 a l'Òpera de Portland traduïda a l'anglès com a Life of Orestes.